# CoolCat
CoolCat is een kledingmerk dat zich richt op kinderkleding en is sinds 2023 eigendom van Wehkamp.
Van 1979 tot het faillissement in 2019 was Coolcat een modeketen gespecialiseerd in kleding voor tieners, met winkels in Nederland, België, Frankrijk en Luxemburg. Op haar hoogtepunt had de keten 135 winkels in Nederland en was een belangrijke speler in de Nederlandse modebranche.

## Winkels
Oprichter Roland Kahn opende in 1979 de eerste winkel aan de Nieuwendijk in Amsterdam. Naast de tachtig winkels in Nederland waren er zeventien winkels in België, zes in Frankrijk en twee in Luxemburg. In 2019 werkten 1450 mensen bij de winkelketen, waarvan 1180 in Nederland. CoolCat was onderdeel van Coolinvestments waaronder ook de kledingketens MS Mode, America Today en Wonder Woman vielen.

## Kledinginkoop uit Bangladesh
In november 2013 meldde Lilianne Ploumen, de minister voor Buitenlandse Handel en Ontwikkelingssamenwerking, dat CoolCat het veiligheidsakkoord voor de Bengaalse kledingindustrie niet zou willen ondertekenen. eigenaar Kahn liet daarop weten dat het verdrag nog niet rijp was voor ondertekening. CoolCat tekende het akkoord een maand later alsnog. In januari 2014 kwam Ploumen met een rectificatie. Echter hierna stond CoolCat op 27 januari 2014 samen met winkelketen Wibra centraal in een aflevering van Rambam, omdat zij erachter kwamen dat de arbeidsomstandigheden van de bedrijven in Bangladesh die kleding voor CoolCat en Wibra maakte niet voldeden aan de juiste arbeidseisen. CoolCat probeerde de uitzending tegen te houden, dit lukte echter niet.

## Faillissement
Op 19 maart 2019 verklaarde de rechter de keten op verzoek van eigenaar Kahn failliet. De vestigingen buiten Nederland vielen buiten het faillissement. Om een eventuele doorstart mogelijk te maken bleven de winkels open.
Twee weken later vroeg ook CoolCat Belgium faillissement aan. De winkels en het Belgische hoofdkantoor werden met onmiddellijke ingang gesloten. CoolCat Belgium was in 2017 winstgevend (0,4 miljoen euro op een omzet van 18 miljoen) maar stond tot 22,5 miljoen euro borg voor de bankfinanciering van het Nederlandse moederbedrijf. Bij de Belgische tak werkten 168 werknemers.
Op 18 april 2019 werd aangekondigd dat CoolCat in Nederland een doorstart zou maken, het werd ondergebracht bij zusterbedrijf America Today. In mei 2019 werd bekendgemaakt dat het bedrijf enkel als een webwinkel, gericht op de verkoop van kinderkleding onder de naam CoolCat Junior, door zal gaan.

## Trivia
- In augustus 2017 en november 2017 werd in samenwerking met vloggers Gio Latooy en Melanie Latooy een kledinglijn naar buiten gebracht.[10][11]
- In september 2018 lanceerde CoolCat een collectie in samenwerking met Bas Kosters voor CoolCats 40ste verjaardag.[12]
- In oktober 2018 ontwierp rapper Ronnie Flex in samenwerking met CoolCat een eigen kledinglijn.[13][14]